# Tricrena (albedo)
Tricrena  è una caratteristica di albedo della superficie di Mercurio.